# Liste Robinson
Dans le domaine du marketing direct, la liste Robinson recense les personnes qui ne souhaitent pas recevoir de courrier publicitaire à leur nom et adresse par voie postale.
En France, elle a été créée en avril 1976 par l'Union Française du Marketing Direct & Digital, et elle est gérée depuis 2001 par le Service National de l’Adresse du groupe La Poste.
L'inscription sur cette liste est gratuite et se fait par courrier à l'adresse disponible sur l'annuaire du site Service-Public.fr
Il existe un site internet pour la Belgique.

### Pour la téléphonie
- Liste rouge
- Liste orange
- Bloctel

### Pour leCourrier électronique
- Opt out
- Opt in